# کنراد تم
کنراد تم (لهستانی: Konrad Tom؛ ۹ آوریل ۱۸۸۷ – ۹ اوت ۱۹۵۷) بازیگر، کارگردان هنری و خواننده-ترانه‌پرداز یهودی اهل لهستان بود.
او همسر زولا پوگوژلسکا بود و ترانه‌ها و نمایش‌نامه‌های فراوانی به زبان لهستانی و زبان ییدیش نوشته است.
از فیلم‌ها یا مجموعه‌های تلویزیونی که وی در آن‌ها نقش داشته است، می‌توان به عالی‌جناب، شاگرد مغازه، راپسودی بالتیک، یک همسر سیاستمدار، خانه‌به‌دوش، یکصد متر عشق، الفبای عشق، شوهرم امشب چه می‌کند؟ و اسباب‌بازی اشاره نمود.